# Ray Austin
Raymond Austin, conosciuto anche come Ray Austen o con il titolo nobiliare di Barone DeVere-Austin di Delvin (Londra, 5 dicembre 1932 – Charlottesville, 17 maggio 2023), è stato un regista, produttore televisivo, attore, stuntman e scrittore britannico.

## Biografia
Austin studiò al Brighton College.
Era sposato dal 1984 con la scrittrice di romanzi Wendy DeVere Knight-Bisley, con la quale dalla fine degli anni '80 visse a Fox Haven, Charlottesville, nelle campagne della Virginia. La coppia aveva un'altra residenza a Bath in Inghilterra.
Ray Austin esercitò svariati mestieri (tra gli altri, fu autista di Cary Grant) prima di intraprendere la professione artistica. Nella sua carriera lavorò come regista per episodi di oltre 50 serie diverse tra il 1968 e il 1998.
Iniziò la carriera come stuntman in alcuni film come Intrigo internazionale (1959) e Spartacus (1960). Successivamente fu coordinatore degli stuntman tra il 1965 e il 1967 per 50 episodi della serie Agente speciale. Nel 1967 Austin era uno degli stuntman più pagati al mondo,  quando fu coinvolto come regista della seconda unità per la serie televisiva Tris d'assi. Successivamente divenne regista a tutti gli effetti. Grazie alle sue basi professionali come stuntman, il suo stile di regia si rivelò molto visuale e fisico, con grande quantità di movimento.
Il suo lavoro come regista per la televisione include episodi di Agente speciale (1968), Il mio amico fantasma (1969-1970), Spazio 1999, Gli infallibili tre (1976-1977) e Visitors (1984). Diresse anche diversi film televisivi, tra cui Organizzazione U.N.C.L.E. (1983), lavorando sia negli Stati Uniti che nel Regno Unito. Diresse inoltre gli episodi pilota per molti spettacoli televisivi.
Per il grande schermo Austin curò la regia di alcuni film, Messe nere per le vergini svedesi (1972) e il film fantascientifico House of the Living Dead (1973). Girò 49 degli 88 episodi di Zorro, realizzati a Madrid, in Spagna, tra il 1989 e il 1992 per il canale televisivo americano ABC Family.
Austin tenne lezioni su cinema e televisione anche all'Università della California di Los Angeles, alla LA Actors Play House e alla London Film School
Nell'ottobre 2009 fu accusato di aver rubato "numerosi oggetti" tra cui statue in ghisa di Humpty Dumpty, un cane e una testa di cavallo (valutati nell'insieme un totale di $ 740.52) dal centro commerciale di Antiquer a Ruckersville, in Virginia. Riconosciuto colpevole di piccolo furto, gli fu comminata una pena, sospesa, di sei mesi di carcere e una multa di $1.000.

## Opere

### Romanzi
- The Eagle Heist
- Dead Again
- Your Turn To Die
- Find Me A Spy
- Catch Me A Traitor

## Filmografia

### Attore

#### Film
- Return of a Stranger (1961)
- Gioventù amore e rabbia (1962)
- International Hotel (1963)
- Clash by Night, regia di Montgomery Tully (1964)

#### Serie TV
- Sergeant Cork (1 episodio) (1963)
- Ghost Squad (8 episodi) (1963-1964)
- Il Santo (5 episodi) (1963-1967)
- Drama 61-67 (1 episodio) (1964)
- Agente speciale (3 episodi) (1965)
- Love Story (1 episodio) (1966)
- Magnum, P.I. (2 episodi) (1981-1985)
- Prison Break (1 episodio) (2006)

### Controfigura

#### Film
- Intrigo internazionale (1959)
- Operazione sottoveste (1959)
- Spartacus (1960)

#### Serie TV
- Sergeant Cork (arrangiatore dei combattimenti) (1 episodio) (1963)
- The Wednesday Play (arrangiatore dei combattimenti) (1 episodio) (1965)
- Agente speciale (arrangiatore dei cascatori) (50 episodi) (1965-1967)
- Blackmail (arrangiatore dei combattimenti) (1 episodio) (1966)

### Produzione

#### Serie TV
- Il mondo di Shirley (7 episodi) (1971)
- Gli infallibili tre (4 episodi) (1977)
- Zorro (42 episodi) (1990-1993)

### Regia

#### Cortometraggi
- It's the Only Way to Go (1970)

#### Film
- Fun and Games (1971)
- Messe nere per le vergini svedesi (1972)
- House of the Living Dead (1974)

#### Film TV
- Oltre lo spazio tempo (1976)
- The Return of the Man from U.N.C.L.E. (1983)
- Le piccanti avventure di Robin Hood (1984)
- Il ritorno dell'uomo da sei milioni di dollari (1987)

#### Serie TV
- Tris d'assi (episodi sconosciuti) (1968-1969)
- Agente speciale (2 episodi) (1968)
- Il Santo (2 episodi) (1968)
- Dipartimento S (5 episodi) (1969)
- Il mio amico fantasma (6 episodi) (1969-1970)
- Il mondo di Shirley (7 episodi) (1971)
- Le avventure di Black Beauty (3 episodi) (1973-1974)
- Spazio 1999 (9 episodi) (1975-1976)
- Gli infallibili tre (7 episodi) (1976-1977)
- Sword of Justice (2 episodi) (1978)
- I Professionals (2 episodi) (1978)
- Nel tunnel dei misteri con Nancy Drew e gli Hardy Boys (2 episodi) (1978)
- Il ritorno di Simon Templar (1 episodio) (1978)
- Barnaby Jones (1 episodio) (1978)
- Wonder Woman (1 episodio) (1979)
- Hawaii Squadra Cinque Zero (1 episodio) (1979)
- Truck Driver (1 episodio) (1979)
- Pattuglia recupero (3 episodi) (1979)
- Un uomo chiamato Sloane (episodi sconosciuti) (1979)
- Cuore e batticuore (5 episodi) (1979-1984)
- B.A.D. Cats (1 episodio) (1980)
- The Yeagers (episodi sconosciuti) (1980)
- From Here to Eternity (episodi sconosciuti) (1980)
- Visite a domicilio (4 episodi) (1980-1981)
- Vega$ (4 episodi) (1980-1981)
- Love Boat (2 episodi) (1980-1981)
- Quincy (2 episodi) (1981-1983)
- Magnum, P.I. (12 episodi) (1981-1986)
- Il mistero di Jillian (2 episodi) (1982)
- Simon & Simon (2 episodi) (1982)
- I predatori dell'idolo d'oro (2 episodi) (1982)
- The Master (2 episodi) (1984)
- Professione pericolo (2 episodi) (1984-1985)
- Airwolf (2 episodi) (1984-1985)
- Visitors (1 episodio) (1985)
- Lime Street (5 episodi) (1985-1987)
- Spenser (3 episodi) (1986)
- Vita col nonno (17 episodi) (1986-1988)
- La sporca dozzina (1 episodio) (1988)
- In due si ama meglio (2 episodi) (1989)
- Alfred Hitchcock presenta (1 episodio) (1989)
- Zorro (49 episodi) (1990-1993)
- Highlander (5 episodi) (1992-1993)
- Heaven Help Us (episodi sconosciuti) (1994)
- JAG - Avvocati in divisa (7 episodi - 2 dei quali con il nome di Raymond Austin)) (1996-1997)
- Due poliziotti a Palm Beach (1 episodio con il nome di Raymond Austin) (1997)
- Pensacola - Squadra speciale Top Gun (1 episodio con il nome di Raymond Austin) (1997)
- CI5: The New Professionals (3 episodi con il nome di Raymond Austin) (1999)

### Sceneggiatura

#### Serie TV
- Il Santo (1 episodio) (1968)
- Il mio amico fantasma (1 episodio) (1969)